# Elección para gobernador de Texas de 2010
La elección para gobernador de Texas de 2010 tuvo lugar el 7 de noviembre. El ya gobernador titular Rick Perry se postuló para la reelección de un tercer término de la gobernación del estado y obtuvo el triunfo.

## Primaria republicana
|  | 51.1 % |

|  | 30.3 % |

|  | 18.6 % |

|  | 100 % |

## Primaria demócrata
|  | 76 % |

|  | 12.8 % |

|  | 5 % |

|  | 2.9 % |

|  | 1.4 % |

|  | 1 % |

|  | 0.9 % |

|  | 100 % |

## Resultados
|  | 54.97 % |

|  | 42.30 % |

|  | 2.19 % |

|  | 0.39 % |

|  | 100 % |

|  | 33.64 % |